# Determináns (nyelvészet)
A grammatikában a determináns (magyar megfelelője „meghatározó” lenne) általános meghatározása szerint olyan szó, amely mondattani viszony keretében alárendeltje egy másik szónak, ennek jelentését pontosítva, megvilágosítva, leszűkítve, másként mondva aktuálissá téve, meghatározva azt, hozzájárulva ahhoz, hogy megvalósuljon a mondatban.
A terminusnak van egy szűkebb, egy tágabb és egy még tágabb szóosztályra kiterjesztett értelmezése.
Az első szerint determinánsok a főnévvel egy szószerkezetben részt vevő olyan szavak, mint a névelők, a melléknévi névmások, a tőszámnevek és a határozatlan számnevek. Determinánssal is főnevesíteni lehet más szófajhoz tartozó szavakat, ilyenekkel is főnévi csoportot alkotva, pl. Az igenjével sokat segített, A jaj nem használ.
A második ezekhez hozzáadja a főnév mindegyik bővítményét, a harmadik pedig közéjük sorol minden bővítményt.
A magyar nyelvészetben egyesek használják ezt a terminust, mégpedig a legszűkebb értelmében, például É. Kiss 2006, mások viszont nem, hanem a fenti szóféléket a különféle szófajokhoz sorolják: melléknévi számnevekről és névmásokról szólnak, valamint a névelőket a viszonyszók közé sorolják.
Azok között, akik a legtágabban értelmezik a terminust, megvan a determinánsok két csoportra való felosztása. Az ún. elvont determinánsok közé a legszűkebb értelmezés szerintiek tartoznak, azon érv alapján, hogy nincs lexikai jelentésük, csak grammatikai, a többiek pedig ún. konkrét determinánsok, azaz lexikai jelentésűek.
Ez a szócikk csak a legszűkebb értelemben vett, azaz az ún. elvont determinánsokkal foglalkozik.
Két csoportot szoktak felállítani: a határozott determinánsokét és a határozatlanokét.
Minden nyelvben vannak elvont determinánsok, de különbségek vannak számukat, tulajdonságaikat, használatuk eseteit stb. illetően. Egyes nyelvek abban is különböznek, hogy determinánsaikat lehet, illetve nem lehet főnévi névmásokként is használni ugyanazzal az alakkal.

## Determinánstípusok

### A névelő
A névelőnek több meghatározása található a szakirodalomban. Az egyik szerint „a mögötte álló főnév határozottságát vagy határozatlanságát emeli ki, illetőleg logikailag egyedíti vagy általánosítja azt”.
Egy másik meghatározás szerint a névelő a minimális determináns, olyan szó, amely aktuálissá, megvalósítottá teszi a főnevet a mondatban akkor, amikor jelentési szempontból nincs szükség másfajta determinánsra.
Megint más definíció szerint a névelő olyan, a viszonyszók osztályába sorolt szófaj, amely a főnévi csoport tagjaként azt jelzi, hogy mennyire ismert a közlés résztvevői számára az, amit a főnév megnevez.
Különbségek vannak egyes nyelvek között annak tekintetében, hogy milyen típusú névelőkkel rendelkeznek, vagy különböző nyelvek grammatikái között abban, hogy milyen névelőket különítenek el.
A határozott névelő azt jelzi, hogy az a főnév, amellyel társított ismert a közlésben részt vevők számára, magas fokú egyénítettséggel rendelkezik, pontosan meghatározott, egy bizonyos dolgot vagy élőlényt nevez meg. Ez a névelő leszűkítheti a felidézett fogalom körét, egyet kiemelve, azaz egyedítve (A könyvet elolvastam), de a fogalom teljes körére is rámutathat, azaz általánosít: Az autó gépjármű. Az az ismertség, amit kifejez, eredhet a beszédhelyzetből, írásban a szövegkörnyezetből, vagy általában a világról szerzett tudásunkból.
Nem minden nyelvre illik a határozott „névelő” terminus, mivel egyesekben a határozott névelőnek megfelelő végartikulus van, amely a szó végére kerül, akárcsak a toldalékok, a román nyelvben, a bolgárban vagy az albánban.
Nem minden nyelvben van határozott névelő. Ilyen például a latin és a szláv nyelvek többsége.
A határozatlan névelő a vele társított főnévről azt fejezi ki, hogy az, amit megnevez, nem ismert, olyan értelemben, hogy még nem volt róla szó a kommunikáció során. Azt is jelzi róla, hogy egyénítetlen azon osztályhoz viszonyítva, amelyhez tartozik, és csupán ráirányítja a figyelmet, de pontos meghatározás nélkül.

### A mutató determináns
A mutató determináns vagy melléknévi névmás ugyanúgy határozott, mint a határozott névelő, és többletjelentésként általában a főnévvel megnevezett entitás térbeli vagy időbeli közelségét vagy távolságát jelzi a beszélőhöz viszonyítva (olykor a közlés címzettjéhez is). Ez az entitás lehet tárgy vagy élőlény, amelyet a beszélő térben mutat, de lehet elvont is (fogalom, cselekvésnév). Egyes nyelvekben, mint a magyar, olyan mutató determinánsok is vannak, amelyek a főnévvel megnevezett entitás tulajdonságára (milyenségére, mennyiségére stb.) utalnak. Kivéve azokat amelyeket mutat, a beszélő azt jelzi a szóban forgó entitásokról, hogy ismertek, mert már volt róluk szó, vagy mert valamilyen okból jelen vannak a címzett tudatában.
Vannak különbségek egyes nyelvek között azt illetően, hogy két vagy kettőnél több közelségi/távolsági fokot fejeznek ki.

### A birtokos determináns
A magyar birtokos személyjelnek más nyelvekben birtokos determináns felel meg. Ez a határozott névelőhöz viszonyítva többletjelentésként utal ugyanakkor a birtokosra és a főnév által megnevezett birtokra is. Több olyan nyelvben, mint például a francia, kifejezi azt, hogy egy vagy több birtokosról van szó, a birtokos(ok) személyét (1., 2., 3.), valamint a birtok számát és nemét.

### A számnévi determináns
A számnévi determináns vagy melléknév értékű tőszámnév pontosan fejezi ki a főnév által megnevezett lények vagy dolgok számát.

### A kérdő determináns
A kérdő determináns vagy melléknévi névmás a főnévvel megnevezett entitás tulajdonságára (milyenségére, mennyiségére stb.) kérdez, vagy tulajdonság megnevezésével való azonosítást kér.
Egyes kérdő determinánsokat felkiáltásban is használnak élénk érzelem (csodálat, csodálkozás, felháborodás stb.) kifejezésére a főnévvel megnevezett entitás iránt.

### A vonatkozó determináns
Ez a determináns úgy határozza meg a főnevet, hogy ugyanakkor azt jelzi, hogy az utána következő mellékmondat viszonyban áll ugyanazzal a főmondatban megjelenő vagy sugallt főnévvel.

### A határozatlan determináns
A határozatlan determinánsok vagy melléknévi névmások olyan heterogén szóosztályhoz tartoznak, amelyek a főnévvel megnevezett entitás meg nem határozott tulajdonságát (milyenségét, mennyiségét stb.), illetve ezek hiányát, vagy meg nem határozott azonosságát, illetve azonosításának megtagadását fejezik ki.

## Determinánsok néhány nyelvben

### A magyar nyelvben
É. Kiss 2006 szerint határozott determinánsok a határozott névelő, az e, eme, ezen típusú mutató névmások, és az -ik-re végződő névmási elemek (mindegyik, melyik, valamelyik, bármelyik), határozatlanok pedig a tőszámnevek, (pl. egy, két, száz), a határozatlan számnevek (néhány, sok), valamint a minden, hány …?, valahány, milyen …?, valamilyen típusú névmási elemek. A determináltság jellegének szempontjából a főnévi szószerkezet egésze lehet határozott vagy határozatlan.
A határozott névelőnek két alakja van aszerint, hogy az utána következő szó mássalhangzóval vagy magánhangzóval kezdődik. Egyéb nyelvekkel ellentétben más szempontokból változatlan alakú, pl. a ház, az alacsony házak.
Határozatlan névelő is csak egy van. É. Kiss 2006 nem tartja külön determinánsfajtának az egy-et, hanem a többi tőszámnévvel együtt kezeli determinánsként: egy magas lány, három magas lány. Egyéb határozatlan determinánsok a határozatlan számnevek: rengeteg könyv, kevés pénz.
A mutató determinánsok határozottak. E, eme, ezen és azon csak determinánsok lehetnek, és a választékos nyelvi regiszterben használatosak. Példák főnévi szószerkezetben: e városka, eme gondolat, ezen rendelet szerint, azon esetben. Ezek szinonimái a szokásos regiszterben ez és az (ez a ház, ezek az épületek, az a könyv, azok az orvosok), amelyeket É. Kiss 2006 nem tekint determinánsoknak, határozott főnévi szerkezettel egyenértékűeknek tartva őket.
Példák egyéb mutató determinánsokra a következők: ilyen, ugyanolyan, efféle, akkora, ugyanekkora, annyi, ugyanennyi.
A kérdő determinánsok közül É. Kiss 2006 határozottaknak tartja az -ik-re végződőket és határozatlanoknak a többit. Példák mondatokban:
Melyik mosóport ajánlja?;
Hányadik megállónál kell leszállni?;
Ön milyen nyelven beszél?;
Mekkora stadion épül?;
Hány elem kell a fényképezőgépbe?;
Mennyi tejet akarsz a kávéba?
Vonatkozó determinánsok amelyik, amilyen, amekkora, ahány és amennyi: Amekkora ereje van, még betöri a kaput, Amennyi esze van, még képes elárulni minket.
A hagyományosan határozatlan melléknévi névmásoknak nevezett szavak közül az -ik-re végződőket É. Kiss 2006 határozott determinánsoknak tekinti, és csak a többieket határozatlanoknak. Példák:
Bármelyik szálloda megfelel;
Némely(ik) törvény teljesen érthetetlen;
Semelyik szoknya nem áll jól neki;
Csukd be valamelyik ablakot!;
Valamilyen tanfolyamot végzett;
Nem olvasok akármilyen újságot;
Mindenféle emberrel összejött;
Némi habozás után igent mondott;
Semmilyen jó példa nem jutott eszünkbe;
Valamennyi könyv a táskámban van;
Néhány évvel később elváltak;
Semennyi pénz nincs nálam.
Más nyelvekkel ellentétben a magyarban nincs birtokos determináns. Ennek szerepét a birtokos személyjel látja el.
Fontos különbség van a határozatlan főnévi szerkezet és a határozott között, amikor a főnév tárgyi funkciójú, ugyanis az első esetben az állítmány tárgyatlan ragozású, a másodikban pedig tárgyas ragozású: Alakítottunk egy énekkart vs. Az énekkart együtt alakítottuk.
A magyarban a determináns nem egyeztetett sem számban, sem esetben a főnévvel. Kivételek az ez és az az, amennyiben lehetséges determinánsoknak számítanak.
É. Kiss 2006 szerint csak határozott és határozatlan determináns vehet részt együtt főnévi csoportban: a / bármelyik / eme két / sok magas lány. Ha determinánsoknak tekintjük őket, a határozott ez és az csak határozott névelővel együtt lehetnek egyazon főnévi szerkezetben.
A magyarban a főnév viszonylag gyakran fordul elő determináns nélkül, és ekkor általában határozatlannak számít. Ilyen például:
- a névszói állítmány névszói részeként használt főnév: Ez ház, Mária magyar lány, Egyetemista vagyok;
- az általánosként megjelenő főnév: Áruházban vásároltam a képmagnót;
- az anyagnév, amikor azt is kifejezi, hogy belőle meghatározatlan mennyiségről van szó: Bort kérek, Van friss kenyér?

Például egy olyan nyelvvel ellentétben, mint a francia, amelyben jelző nélkül is határozott névelővel használtak, a magyarban a földrészek, az egyes számú országnevek vagy az égtájak neve, ha jelző nélküliek, nem kapnak determinánst: Afrika, Magyarország, észak.

### A franciában
A francia nyelv determinánsai a névelők, a számnevek és a hagyományosan adjectifs pronominaux ’névmási melléknevek’-nek nevezett szavak.
Háromféle névelő van:
- A határozott névelőnek ugyanaz a szerepe, mint a magyarban, de általában számban egyezik a főnévvel, egyes számban pedig nemben is: le frère ’a fivér’, la sœur ’a nővér’, les frères ’a fivérek’, les sœurs ’a nővérek’.
- A határozatlan névelő is ugyanazt fejezi ki, mint a magyarban. Ugyanúgy egyezik a főnévvel, mint a határozott: un frère ’egy fivér’, une sœur ’egy nővér’. Azonban a franciában többes számú határozatlan névelő is van: des frères ’fivérek’, des sœurs ’nővérek’.
- Van ún. anyagnévelő is, amely határozatlan determináns. Anyagnév vagy elvont főnév előtt használják azt kifejezendő, hogy meghatározatlan mennyiségről van szó abból, amit megnevez. A vele alkotott főnévi szerkezet a magyarban determináns nélkülinek felel meg: du vin ’bor’, du courage ’bátorság’ (hímnem), de la bière (nőnem) ’sör’. A többes számú alakot nem minden nyelvész tartja anyagnévelőnek,[37] mivel ugyanaz az alakja, mint a többes számú határozatlan névelőnek, de egyesek anyagnévelőnek tekintik akkor, amikor csak többes számú főnevekkel használják: des rillettes ’pástétom’.

A francia mutató determináns mindegyik magyar mutató névmás, úgy az e, eme, ezen, mint az ez és az megfelelője. Alakja különbözik a neki megfelelő névmásétól: ce garçon(-ci) ’ez a fiú’, cet homme(-ci) ’ez a férfi’, cette femme(-ci) ’ez a nő’, ces garçons(-ci) / hommes(-ci) / femmes(-ci) ’ezek a fiúk / férfiak / nők’. A -ci szócska nem kötelezően pontosítja, hogy a determináns közelre mutat. A magyar az(ok)-nak a megfelelői ugyanazok az alakok, csak a főnév után a -là szócskát illesztik: ce garçon-là ’az a fiú’ stb.
A franciában van birtokos determináns is, amely a magyar birtokos személyjelnek felel meg. A legtöbbnek van a birtokos személye és száma, valamint a birtok neme és száma szerinti alakja, és a legtöbbjük alakja különbözik a megfelelő birtokos névmások alakjaitól. Néhány példa: mon frère ’fivérem’, sa femme ’felesége’, votre vin/bière ’borotok/sörötök’, nos frères/sœurs ’fivéreink/nővéreink’, leur frère/sœur ’fivérük/nővérük’.
A kérdő determináns az egyik kérdő névmásnak felel meg, de alakban részben különbözik ettől. Jelentése úgy ’mely(ik) …?’, mint ’milyen …?/miféle …?’. Nem és szám szerinti írott alakjai vannak, de a hangzásuk, [kɛl], egyforma, kivéve ha többes számú magánhangzóval kezdődő főnév előtt áll: quel garçon ? ’melyik/milyen fiú?’, quelle femme ? ’melyik/milyen nő?’, quels hommes ? [kɛlzɔm] ’mely/milyen férfiak’, quelles bières ? ’mely/miféle sörök?’ Ugyanezt a determinánst használják felkiáltó determinánsként is: quel garçon ! ’micsoda fiú!’ stb.
A vonatkozó determináns alakja ugyanaz, mint a kérdő determinánsnak megfelelő kérdő névmásé, azaz a határozott névelőből és a kérdő determinánsból összetett: lequel, laquelle, lesquels, lesquelles. Csak az írott nyelvben, főleg a jogi szaknyelvben, és olykor a választékos szépirodalom nyelvében használják: Ils ont jugé à propos de prendre une des colonnes [...] et d’en faire un clocher, lequel clocher a poussé comme un champignon dans l’espace d’une nuit ’Ajánlatosnak tartották elvinni az egyik oszlopot […] és harangtornyot csinálni belőle, amely harangtorony mint gomba nőtt fel egy éjszaka alatt’ (Alfred de Musset, Lorenzaccio).
Határozatlan determinánsnak tekintenek viszonylag sok olyan szót, amelyet névmásként is használnak, vagy amelynek határozatlan névmás felel meg. Közéjük sorolnak meghatározatlan mennyiséget kifejező szavakat, a magyar grammatikákban általános névmásoknak nevezetteket, valamint tagadó szavakat is, és ún. határozatlan determináns értékű szókapcsolatok is vannak: un autre livre ’egy másik könyv’, quelques pas ’néhány lépés’, tout homme ’bármelyik ember’, toute la ville ’az egész város’, chaque fille ’mindegyik lány’, nul citoyen ’egyetlen polgár sem’, trop de personnes ’túl sok személy’, n’importe quel livre ’akármelyik/akármilyen könyv’ (szó szerint ’nem fontos, melyik/milyen könyv’).
Amint a fentiekből kitűnik, a francia determinánsok és a főnév között kevés kivétellel mindig van nemben és számban való egyeztetés.
A magyar ’ez, az’ mutató névmásnak megfelelő determináns kizárja a határozott névelő használatát, akárcsak a birtokos determináns. Azonban egyes determinánsok mindig egy másikkal együtt használatosak (pl. az ’egész’-et jelentő szó – toute la/une/cette ville ’az/egy/ez az egész város’), mások a határozott névelővel összetettek: lequel ’amely’.
A franciában is van determináns nélkül használt főnév, de kevesebb esetben, mint a magyarban. Ebben a nyelvben sincs például határozatlan névelő személyt annak foglalkozásával vagy etnikai hovatartozásával megnevező főnév előtt, amikor ez névszói állítmány jelző nélküli névszói része (Son fils est avocat ’A fia ügyvéd’), de például tárgyi funkcióban a köznév előtt mindig van legalább egy determináns, akár megszámlálható vagy nem megszámlálható, akár egyes vagy többes számú. A magyarral ellentétben, a földrészek neve és a többes számú országnevekkel hasonlóan csaknem mindegyik egyes számú országnév determinánssal használt: l’Amérique ’Amerika’, le Japon ’Japán’, la Hongrie ’Magyarország’.

### A románban
A román grammatikák négyféle artikulust tartanak számon, melyek közül az egyik végartikulus, a többi névelő:
- A magyar határozott névelőnek határozott végartikulus felel meg, azaz a főnév végére van illesztve, mint egy toldalék: ochiul (hímnem) ’a szem’, teatrul (semlegesnem) ’a színház’, peretele (hn.) ’a fal’, numele (sn.) ’a név’, casa ’a ház’ (nőnem), ochii ’a szemek’, teatrele ’a színházak’, pereții ’a falak’, numele ’a nevek’, casele ’a házak’.
- A határozatlan artikulus a románban is névelő: un student (hn.) ’egy egyetemista (fiú)’, un scaun (sn.) ’egy szék’, o studentă ’egy egyetemista (lány)’. Többes számú határozatlan névelő is van, amely meghatározatlan mennyiségre is utal, de nem kötelezően használt. Egyetlen alakja van: niște studenți ’egyetemisták’ (fiúk vagy fiúk és lányok), niște scaune ’székek’, niște studente ’egyetemisták’ (lányok). Ezt a névelőt egyes számú anyagnevekkel is használják, szintén nem kötelezően, és ekkor a francia anyagnévelőnek felel meg: niște cașcaval ’(valamennyi) sajt’.
- A mutató névelő határozott determináns. Alakja a mutató névelő egyik változatának alakjával azonos, és a magyar határozott névelőnek megfelelően használatos, például:
  - jelzett főnévvel, nem kötelezően, a határozott névelővel együtt, a tulajdonságot hangsúlyozandó: omul cel bogat ’a gazdag ember’;
  - jelzett főnév hiányában, amely előbb jelent meg a kontextusban, rá utalva, a határozott névelő helyett: cea blondă (nn.) ’a szőke’;
  - tőszámnévvel együtt, határozott névelő helyett: Cei trei mușchetari ’A három testőr’;
  - tőszámnévvel együtt a főnév előtt vagy a kontextusban előbb meglévő főnév hiányában: cele trei scrisori ’a három levél’ → cele trei ’a három’;
  - a felsőfok morfémájaként: cel mai frumos ’a legszebb’;
  - a de elöljárószóval együtt, nem kötelezően, a sorszámnevet megerősítő elemként: cel de-al doilea ’a második’.
- A birtokos névelő is határozott determináns, amely latin mutató névmásból származik. Nem és szám szerinti négy alakja van, amelyek a birtokkal egyeznek nemben és számban. Használják:
  - a birtokosra utaló kérdő névmás előtt: A (nn.) cui este casa aceasta? ’Kié ez a ház?’;
  - a birtokos előtt, amikor a birtok előbbi mondatban fordul elő, például a rá utaló kérdésben: A părinților mei ’A szüleimé’ (válasz a fenti kérdésre);
  - a birtokos előtt, amikor közte és a birtok között egyéb elemek vannak ugyanabban a szószerkezetben: computerul cel nou al (hn./sn.) fratelui meu ’a fivérem új számítógépe’, cărțile cele noi ale (nn.) profesorului ’a tanár új könyvei’;
  - a birtokos determináns előtt, vele együtt a megfelelő birtokos névmást alkotva: ai (hn.) mei ’az enyéim’;
  - a sorszámnév alkotóelemeként, amikoris nincs birtokos jelentése: al doilea (hn.), a doua (nn.) ’a második’.

A számnévi determinánsok között az ’egy’-nek és a ’két’-nek megfelelőknek van külön hím-/semlegesnemű alakjuk és nőnemű alakjuk: un student ’egy egyetemista’ (fiú), un scaun (sn.) ’egy szék’, o casă (nn.) ’egy ház’, doi studenți ’két egyetemista’, două scaune ’két szék’, două case ’két ház’. A többi egy alakú: trei studenți/scaune/case ’három egyetemista (fiú) / szék / ház’. A ’húsz’-at jelentő és az ez után következő számnevek legtöbbje szókapcsolat, és a főnév közé a de elöljáró ékelődik: treizeci și trei de studenți ’harminchárom egyetemista’.
A román mutató determinánsok megfelelnek mindegyik magyar ez és az jelentésű mutató névmásnak. Nyelvi regiszter szerint helyezhetők a főnév elé vagy mögé. Az összes főnév mögé helyezett alak azonos a mutató névmásokéival. A főnév elé helyezett mindegyik alak határozott artikulus nélküli főnévvel használt, a főnév mögé helyezettek pedig ilyen artikulussal ellátott főnévvel. Mindegyik változatban vannak nem és szám szerinti alakok. Regiszter szerinti változataik is vannak. Például az ’ez az egyetemista’ szócsoportnak az alábbiak felelnek meg:
- választékos: acest student;
- szokásos és választékos: studentul acesta;
- fesztelen: studentul ăsta.

A románban is vannak birtokos determinánsok. Helyük a főnév mögött van, amely határozott artikulussal is el van látva. A legtöbbnek van a birtokos személye és száma, valamint a birtok neme és száma szerinti alakja. Példák: fiul meu ’(a) fiam’, fiicele tale ’(a) lányaid’, scaunele noastre ’(a) székeink’, pantofii săi ’(a) cipői’, frații/surorile lor ’(a) fivéreik/nővéreik’.
Kérdő determinánsokként egyes kérdő névmásokat használnak:
- A ce …? ’milyen …?’ determináns változatlan alakú, és felkiáltó is lehet: Ce student e Radu? ’Milyen diák Radu?’, Ce fată! ’Micsoda lány!’
- A fentivel azonos jelentésű a cel fel de …? ’miféle’ szókapcsolat: Ce fel de student e Radu?
- A ’melyik …?’ jelentésű determináns care …?, amely alany-/tárgyesetben nem változik nem és szám szerint: Care profesoară este din Franța? ’Melyik tanárnő franciaországi?’
- A ’hány …?, mennyi …?’ jelentésű determináns alakja változó nem és szám szerint (cât …?, câtă …?, câți …?, câte …?): La câți colegi le-ai dat adresa? ’Hány kollégának adtad meg a címet?’[40]

Vonatkozó determinánsokként is használják a fentieket:
- care: Mă duc la care film vreau ’Azt a filmet megyek megnézni, amelyiket akarom’;
- A ce szó is használható a fenti jelentéssel, de az ’amilyen’ jelentéssel is: Mă duc la ce film vreau ’Azt a filmet megyek megnézni, amelyiket akarom’ / ’Olyan filmet megyek megnézni, amilyet akarok’.
- cât?, câtă?, câți?, câte?: Mă duc la câte filme vreau ’Annyi filmet megyek megnézni, amennyit akarok’.

A román nyelv grammatikáiban is ugyanolyan heterogén a határozatlan névmásoknak megfelelő determinánsok osztálya, mint a franciákban. Példák: orice fenomen ’bármelyik/bármilyen jelenség’, oricare roman ’bármelyik regény’, unele profesoare ’egyes tanárnők’, alți studenți ’más egyetemisták’.
A román grammatikák elkülönítik a tagadó névmásokat a határozatlanoktól, és ezek között van egy determinánsként is használt: niciun scaun ’egyetlen szék sem’.
A többi újlatin nyelvvel ellentétben a románban a determinánsokat nagyrészben ragozzák, olyan értelemben, hogy megkülönböztethető egyforma alakú alanyeset és tárgyeset, és ugyancsak egyforma alakú birtokos és részes eset. Tulajdonképpen egy kivétellel csak ezek alakja fejezi ki a főnév eseteit. Példa a hímnem és a semlegesnem egyes számú határozott artikulussal ragozott főnévre: ochiul ’a szem’ – ochiului ’a szemnek’. Egyébként ez az alak az egyedüli, amely névelővé válik, de csak tulajdon személynevekkel: lui Radu ’Radunak’. Ugyanez az alakja az egyes számú -le artikulus birtokos/részes esetének: numele ’a név’ – numelui ’a névnek’. Az egyes szám nőnemű határozott artikulus birtokos/részes esetű alakja az egyedüli főnévhez tartozó birtokos/részes esetraghoz illesztett: casa ’a ház’ – casei ’a háznak’. Többes számban nemtől függetlenül egy birtokos/részes esetű határozott artikulus van: ochilor ’a szemeknek’, numelor ’a neveknek’, caselor ’a házaknak’.
A határozatlan névelőt is ragozzák: un ochi ’egy szem’ – unui ochi ’egy szemnek’, un nume ’egy név’ – 'unui nume ’egy névnek’, o casă ’egy ház’ – unei case ’egy háznak’. A többes számú alany-/tárgyesetű alak valójában szuppletív. A birtokos/részes esetű az, amely egyazon tövű az egyes számú alakkal: niște studenți/studente ’egyetemista fiúk/lányok’ – unor studenți/studente ’egyetemista fiúknak/lányoknak’.
Vannak ragozhatatlan determinánsok is, a tőszámnevek, a birtokos determinánsok legnagyobb része és a ce ’milyen, amilyen’ kérdő/vonatkozó determináns. Olyan is van, amelynek alany-/tárgyesetben nincs nem és szám szerint változó alakja, de birtokos/részes esetben van: care profesor/profesoară ’(a)melyik tanár/tanárnő’, care profesori/profesoare, ’(a)mely tanárok/tanárnők’ – cărui profesor ’(a)melyik tanárnak’, cărei profesoare ’(a)melyik tanárnőnek’, căror profesori/profesoare ’(a)mely tanároknak/tanárnőknek’.
Akárcsak a franciában, a románban is többnyire van nemben és számban való egyeztetés a determináns és a főnév között, de az esetragot mindkettő csak abban az egyetlen esetben viseli, amelyben a főnévnek is van ilyen, mégpedig amikor az egyes számú nőnemű főnév birtokos/részes esetben áll, pl. acestei fete ’ennek a lánynak’.
Amint több fenti példából látszik, a magyarral és a franciával ellentétben a románban nem ritka a határozott névelő használata egyéb határozott determinánssal együtt: omul cel bogat ’a gazdag ember’, fata aceea ’az a lány’, fiul meu ’a fiam’.
A románban is vannak esetei a főnév determináns nélküli használatának. Például legtöbbször, a franciától különbözően, akkor történik ez, amikor egyes vagy többes számú és határozatlan, vagy amikor nem megszámlálható a főnév, mint a magyarban. Ugyanúgy, mint a magyarban és a franciában, nincs determinánsa a névszói állítmány jelző nélküli névszói részét adó foglalkozás- vagy népnévnek. Egyes esetekben még akkor sincs determinánsa a főnévnek, amikor valójában határozott, mégpedig a legtöbb elöljáró után, amikor nincs jelzője, pl. Cartea e pe masa mare ’A könyv a nagy asztalon van’ vs. Cartea e pe masă ’A könyv az asztalon van’, mint a határozatlan névelős főnév esetében: Cartea e pe o masă (mare) ’A könyv egy (nagy) asztalon van’.
Mint a franciában, a földrész- és országnevek határozott artikulussal használtak, kivéve a hímneműeket egyes elöljárók után: Marocul ’Marokkó’ (de în Maroc ’Marokkóban’), Ungaria ’Magyarország’.

### Az angolban
Az angol nyelv grammatikáiban determinánsokként az alábbiak vannak feltüntetve.
Kétféle névelő van:
- A határozott névelő egyetlen alakú, a főnév nemétől és számától függetlenül: the exhibition ’a kiállítás’, the shelves ’a polcok’.
- A határozatlan névelőnek két alakja van attól függően, hogy a következő szó mássalhangzóval vagy magánhangzóval kezdődik, és csak egyes számú: a visitor ’egy látogató’, an accident ’egy baleset’.

A mutató determinánsok alakjai azonosak a mutató névmásokéival: this carpet ’ez a szőnyeg’, that colour ’az a szín’, these flowers ’ezek a virágok’, those hills ’azok a dombok’.
A birtokos determinánsok legtöbbje alakban különbözik a megfelelő névmásoktól. Alakjuk a birtokos személyétől, egy kivételével számától, és egyes szám harmadik személyben nemétől függ: my pen ’tollam’, your number ’számod/számotok’, his father ’apja’ (hn. birtokos), her decision ’határozása’ (nn. birtokos), its colour ’színe’ (élettelen birtokos), our house ’házunk’, their attitude ’hozzáállásuk, attitűdjük’.
Kérdő determinánsból három van: what train? ’melyik/milyen vonat?’, which books? ’mely könyvek?’, whose idea? ’kinek az ötlete?’
A mennyiséget kifejező determinánsok egyik osztálya a tőszámneveké, pl. two people ’két ember’. A másik ilyen szóosztály a kvantoroknak nevezetteké. Ezek között vannak szókapcsolatok is. Példák: all crime ’mindegyik bűncselekmény’, many trains ’sok vonat’, several people ’több ember’ (= nem csak egy), every building ’minden épület’, each ticket ’mindegyik jegy’, no warning ’egyetlen figyelmeztetés sem’, another car ’egy másik kocsi’, other people ’más emberek’, a lot of letters ’egy csomó levél’, a bit of money ’egy kis pénz’, some trains ’egyes vonatok’. Az utóbbi determináns a francia anyagnévelő megfelelőjeként is használatos, egyes számú főnévvel, pl. some money ’(valamennyi) pénz’, vagy többes számúval: some cornflakes ’(valamennyi) kukoricapehely’.
Előfordulhat együtt birtokos determináns számnévvel (my three brothers ’a három fivérem’), a both számnév a határozott névelővel (both the clocks ’mindkét óra’), kvantor mutató determinánssal (all that whisky ’az a sok whisky’), vagy a határozott névelő kvantorral: the many rooms ’a sok szoba’.

### A BHMSz-ben
A közép-délszláv diarendszer nyelveinek (bosnyák, horvát, montenegrói és szerb) grammatikáiban nem használják a „determináns” terminust, de a fentiek értelmében van ilyen.
Mint a legtöbb szláv nyelvben, ezek grammatikái sem szólnak névelőkről, bár van említés arról, hogy a jedan, jedna, jedno ’egy’ számnévnek van határozatlan jelentése is. Ekkor a határozatlan névelőnek felel meg, például a Pred kućom se zaustavilo jedno dijete […] ’A ház előtt megállt egy gyerek […]’ mondatban.
Az ’egy’-nek és a ’két’-nek megfelelő tőszámnevek nemben és számban egyeztetettek, az ’egy’-nek megfelelőnek is vannak többes számú alakjai, pl. jedan čovjek ’egy ember’, jedni opanci ’egy pár bocskor’, dva čovjeka ’két ember’, dvije žene ’két nő’, trideset dvije kuće ’harminckét ház’.
A többi determináns mind főnévi használatú is lehet, és nemben, számban és esetben egyeznek a főnévvel. Három nem van, hím-, nő- és semlegesnem, az utóbbi világosan elkülönítve, nem mint a román nyelvben.
Egyes mutató determinánsok a magyar e, eme, ezen, ez és az-nak felelnek meg, de három távolsági fokra utaló alakjaik vannak:
- Ovaj (hn.), ova (nn.), ovo (sn.) ’ez’, ovi (hn.), ove (nn.), ova (sn.) ’ezek’ arra vonatkoznak, ami a beszélőnél van, vagy mellette: Daću ti ovaj članak da ga pročitaš ’Oda fogom adni neked ezt a cikket, hogy olvasd el’.[51]
- Onaj, ona, ono ’az’, oni, one, ona ’azok’ arra vonatkoznak, ami távol van a beszélőtől is, és a megszólítottól is: Sviđa mi se ono drvo ’Tetszik nekem az a fa’.[52]
- Taj, ta, to ’ez/az’, ti, te, ta ’ezek/azok’ arra vonatkoznak, ami közepes távolságban van, például a megszólítottnál vagy mellette: Lepo ti stoji ta haljina ’Jól áll neked ez a ruha’.[51]

Egyéb mutató determinánsok ugyancsak három távolsági fokra utalnak (a példamondatokon kívül itt csak a hímnem egyes számú alakok):
- ovakav ’ilyen’, onakav ’olyan’, takav ’ilyen/olyan’: Želim ovakve rukave ’Ilyen kabátujjakat szeretnék’ (ügyfél szabóhoz szólva, miközben a saját ruhadarabja ujjait mutatja);
- ovoliki ’ekkora, ennyi’; onoliki ’akkora, annyi’; toliki ’ekkora, ennyi / akkora, annyi’: Šta ćeš raditi s tolikim novcem? ’Mit fogsz csinálni annyi pénzzel?’ (a pénz a megszólítottnál van).

A birtokos determináns alakja megkülönbözteti a birtokos(ok) személyét, harmadik személyben az egyedüli birtokos nemét is, valamint megkülönbözteti a birtok(ok) nemét és számát. Példák: moj sin ’fiam’, vaš grad ’városotok’, njegova soba ’szobája’ (hn. birtokos), njena slika ’képe’ (nn. birtokos), njihovi roditelji ’szüleik’.
Van egy olyan birtokos determináns is (svoj, -a, -e, -i, -e, -a), amely csak az alany birtokára vonatkozik, annak nemétől, számától és személyétől függetlenül. Ebben hasonlít a magyar saját melléknévre: Ja ću tebi dati svoju kapu, a ti mi daj svoj šešir ’Én neked adom a sapkámat, te meg add nekem a kalapodat’.
Kérdő determinánsok a következők:
- koji, -a, -e, -i, -e, -a: Koju knjigu čitaš? ’Melyik könyvet olvasod?’;[54]
- kakav, kakva, kakvo, kakvi, kakve, kakva: Kakvu salatu želite? ’Milyen salátát kíván (ön)?’;[54]
- čiji, -a, -e, -i, -e, -a: Čiji je ovo spomenik? ’Kinek az emlékműve ez?’[52]

Sok határozatlan determináns is van, köztük szócsoportok is. Példák: ikakav izlaz ’valamilyen kiút’, svakakvi ljudi ’mindenféle emberek’, budi kakva voda ’akármilyen víz’, nikakve vesti ’semmilyen hírek’, ničije dete ’senki gyermeke’, svaki čovek ’minden/mindegyik ember’, neko dete ’valamelyik gyerek’, bilo kakva kafa ’akármilyen kávé’.